# تصنيع رشيق
الصناعة الخالية من الهدر أو التصنيع الرشيق أو الإنتاج الرشيق أو التصنيع الخالي من الهدر (بالإنجليزية: Lean manufacturing)‏ وغالبًا ما يُسمّى «الرّشيق» هو وسيلة منهجية للتقليل من النفايات («مودا» - من اللغة اليابانية) التي يمكنها أن تسبب مشاكل داخل نظام التصنيع دون التضحية بالإنتاجية. الرشيق يأخذ أيضا في عين الاعتبار النفايات الناتجة عن حمل زائد («موري») والنفايات الناتجة عن تفاوت في أحمال العمل («مورا»). «القيمة» هي أي إجراء أو عملية يكون الزبون مستعدا لدفعها. يحاول التصنيع الرشيق أن يبرز ما يضيف القيمة، من خلال تقليل السلبيات. التصنيع الخالي من الهدر هو منهج في إدارة الإنتاج يهدف للتحسين عبر التحسين المستمر وإزالة الشوائب أو الهدر (muda) من اللغة اليابانية.

## التاريخ

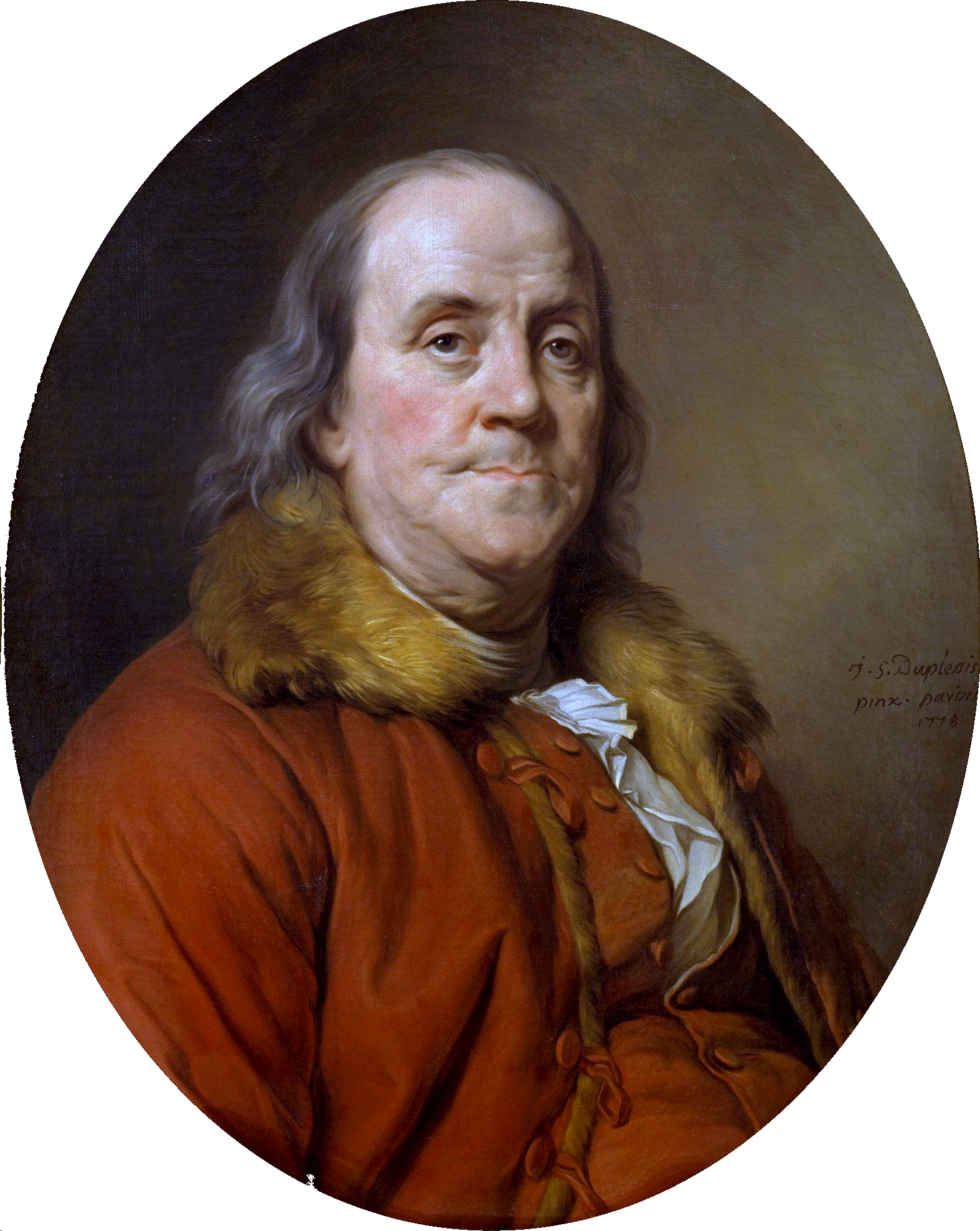
بنجامين فرانكلين

### القرن العشرين

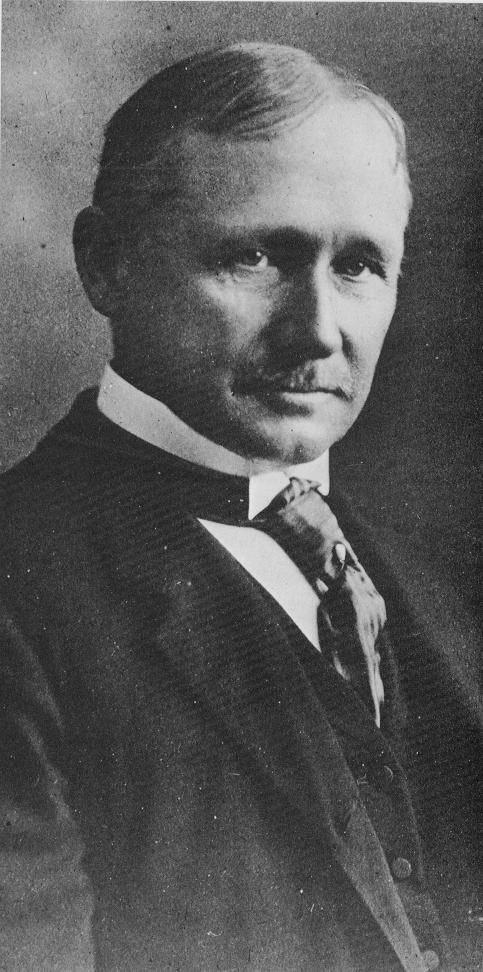
فريدريك وينسلو تايلور

### هنري فورد

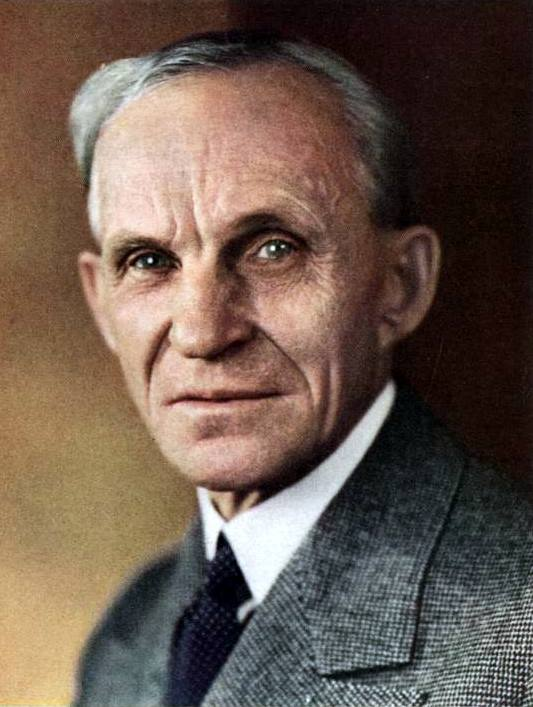
هنري فورد